# Girls' Generation (bài hát)
Girls' Generation (Hangul: 소녀시대; RR: Sonyeo Sidae) là một bài hát tiếng Hàn đã được một số nghệ sĩ thể hiện. Bài hát được phát hành lần đầu tiên bởi Lee Seung-chul vào năm 1989, nằm trong album Lee Seung-chul: Part 2. Bài hát được cover bởi Maya vào năm 2005, và nhóm nhạc nữ Girls' Generation vào năm 2007. Gil Hak-mi cũng đã biểu diễn bài hát trên Superstar K vào năm 2009. Phiên bản này dau đó được phát hành trong Love, album tổng hợp các bài hát trong  Top 10 Superstar K đầu tiên.

## Phiên bản của Girls' Generation
Phiên bản của Girls' Generation do Lee Seung-chul sáng tác và Song Jae-joon sản xuất với bản phối mới của Kenzie. Bài hát là đĩa đơn đầu tiên từ album phòng thu đầu tay Girls' Generation của nhóm và được phát hành vào ngày 1 tháng 11 năm 2007.

## Giải thưởng trên chương trình âm nhạc
| Program          | Date                 |
| ---------------- | -------------------- |
| SBS Inkigayo     | 25 tháng 11 năm 2007 |
| SBS Inkigayo     | 2 tháng 12 năm 2007  |
| Mnet M Countdown | 6 tháng 12 năm 2007  |
| Mnet M Countdown | 20 tháng 12 năm 2007 |

## Thực hiện
- Lee Seung-chul – sáng tác
- Song Jae Jun – phối khí, âm nhạc
- Kenzie – phối khí[6]